# Erdenebüren
Erdenebüren (mongol cyrillique : Эрдэнэбүрэн сум, Erdenebüren sum) est un sum de l'aïmag (province) de Khovd dans l’ouest de la Mongolie. Sa capitale est Khar-Us.